# 血清
血清（英語：Serum），指血液中既不含血细胞（血清不含红血球和白血球）也不含凝血因子的成分；也就是除去纖維蛋白原的血浆。
当血液凝固时，会形成血凝块以及一些淡黄色液体，这些液体即为血清。血清中含有生长因子和血小板在血凝块形成过程中释放的其他蛋白质。

## 另请参阅
- 白蛋白
- 球蛋白
- 脂類